# Дејтон
Дејтон (енгл. Dayton) град је у југозападном делу Охаја, САД. Он је седиште и највећи град округа Монтгомери. Дејтон има 166.179 становника (2000. године).
Недалеко од града, 13 km сјевероисточно, налази се ваздухопловна база Рајт-Патерсон у којој је новембра 1995. закључен Општи оквирни споразум о миру у Босни и Херцеговини којим је званично заустављен рат у Босни и Херцеговини.

## Географија
Дејтон се налази на надморској висини од 225 m.

## Историја
Дејтон је основан 1. априла 1796. од стране мале групе америчких насељеника седам година пре уласка Охаја у Унију 1803. године. Град је регистрован 1805. и добио је име по Џонатану Дејтону капетану у Америчком рату за независност и потписнику Устава Сједињених Америчких Држава.

## Демографија
По попису из 2010. године број становника је 141.527, што је 24.652 (-14,8%) становника мање него 2000. године.
|                   | 2010.            | 2000.            |
| Укупно            | 141 527 (100,0%) | 166 179 (100,0%) |
| Белци             | 71 458 (50,49%)  | 87 487 (52,65%)  |
| Афроамериканци    | 60 705 (42,89%)  | 71 668 (43,13%)  |
| Хиспаноамериканци | 4 180 (2,954%)   | 2 626 (1,580%)   |
| Остали            | 3 978 (2,811%)   | 3 323 (2,000%)   |
| Азијати           | 1 206 (0,852%)   | 1 075 (0,647%)   |

## Градови побратими
- Аугзбург, Немачка
- Холон, Израел
- Монровија, Либерија
- Оисо, Јапан
- Сарајево, Босна и Херцеговина